# Vladimír Petráš
Vladimír Petráš (8. května 1908 Buchlovice – 20. září 1978 Karlovy Vary) byl český příslušník Československé samostatné obrněné brigády.

## Život

### Před druhou světovou válkou
Vladimír Petráš se narodil 8. května 1908 v Buchlovicích na Uherskohradišťsku, kde vychodil obecnou a měšťanskou školu. Byl členem Sokola. Prezenční vojenskou službu nastoupil v roce 1928 v Uherském Hradišti, po úvodním výcviku byl po dvou týdnech převelen k Dělostřeleckému pluku 7 v Olomouci, ukončil ji v roce 1930. Na podzim roku 1938 byl mobilizován. Dosáhl hodnosti svobodníka.

### Druhá světová válka
Po německé okupaci opustil Vladimír Petráš v listopadu 1939 ilegálně Protektorát Čechy a Morava a přes Slovensko se dostal do Budapešti, kde byl zatčen, vězněn a posléze vyhoštěn zpět na Slovensko. Během druhého pokusu se dostal do Bělehradu, kde získal potřebné dokumenty, a dále přes Řecko, Turecko, Sýrii, Bejrút a Marseille pokračoval do Agde, kde byl 16. dubna 1940 prezentován u zde vzniklé Československé armády v zahraničí. Následně byl zařazen k 1. dělostřeleckému pluku a zúčastnil se obranných bojů v rámci bitvy o Francii. Po jejím pádu se vlakem přesunul do Sète, odkud se lodí evakuoval přes Gibraltar do Spojeného království. Zde jako příslušník československé kulometné roty 2. pěšího praporu absolvoval další výcvik. V roce 1941 získal řidičský průkaz, následně sloužil v brigádní automobilové rotě v Aberdeenu. Na vlastní žádost byl v září 1944 převelen k Československé samostatné obrněné brigádě a odeslán na frontu, kde se účastnil obléhání Dunkerku. Dunkerk kapituloval 8. května 1945 a po převelení brigády pod americké velení zakončil Vladimír Petráš své válečné působení v prostoru Bolešin. Dosáhl hodnosti četaře.

### Po druhé světové válce
Vladimír Petráš zůstal po skončení druhé světové války v armádní službě. K 18. srpnu 1945 byl propuštěn z činné služby a nastoupil dobrovolnou službu u dopravního a strážního oddílu UNRRA. Zcela propuštěn z armády byl komunistickou mocí k 1. prosinci 1948 pro údajnou nezpůsobilost. Vrátil se do Buchlovic, kde se pokoušel živit jako podnikatel. To se stalo díky poměrům nemožným, přestěhoval se do Karlových Varů, kde 20. září 1978 zemřel.

## Vyznamenání
- 1945 Československá medaile za zásluhy II. stupně